# Лорел Холоу (Њујорк)
Лорел Холоу (енгл. Laurel Hollow) град је у америчкој савезној држави Њујорк.

## Демографија
По попису из 2010. године број становника је 1.952, што је 22 (1,1%) становника више него 2000. године.
| Група             | 2000.         | 2010.         |
| Белци             | 1.732 (89,7%) | 1.708 (87,5%) |
| Афроамериканци    | 17 (0,9%)     | 30 (1,5%)     |
| Азијати           | 132 (6,8%)    | 150 (7,7%)    |
| Хиспаноамериканци | 38 (2,0%)     | 45 (2,3%)     |
| Укупно            | 1.930         | 1.952         |